# Nana (film, 1926)
Pour les articles homonymes, voir Nana.
Pour plus de détails, voir Fiche technique et Distribution.
Nana est un film muet franco-allemand réalisé par Jean Renoir, sorti en 1926, adapté du roman éponyme d'Émile Zola.

## Synopsis
L'histoire se passe sous le Second Empire. Nana, une actrice de théâtre, joue des pièces légères que viennent voir les bourgeois de Paris. Grâce à ces succès masculins, elle devient une courtisane riche et adulée ; elle quitte donc la scène, et se fait entretenir. Un jeune homme va jusqu'à se suicider pour conserver les faveurs de Nana. Le comte de Muffat devient l'homme qui se ruine pour l'entretenir et pour satisfaire ses besoins faramineux. Nana le trompe et dilapide son argent lors de grandes fêtes qu'elle organise. Un jour, reprise par l'envie de faire de la scène, elle monte à nouveau sur les planches. Quelque temps plus tard, elle attrape la variole et en meurt peu après.

## Fiche technique
- Titre : Nana
- Réalisation : Jean Renoir
- Scénario : Pierre Lestringuez et Jean Renoir, adapté du roman éponyme d'Émile Zola
- Assistant réalisateur : André Cerf,
- Photographie : Jean Bachelet et Edmund Corwin
- Opérateurs : Charles Raleigh, Alphonse Gibory, assistés de Holski Périe et Asselin
- Décors et costumes : Claude Autant-Lara, exécutés par Robert-Jules Garnier
- Musique : Maurice Jaubert
- Montage : Jean Renoir
- Intertitres : Mme Leblond-Zola
- Régisseur : Raymond Turgy
- Production : Jean Renoir
- Société de production : Les Films Jean Renoir, Delog-Filmges. Jacoby & Co (Berlin)
- Distribution : Établissements Braunberger-Richebé
- Pays de production : France, Allemagne
- Format : Noir et blanc - 1,33:1 - Film muet - 35 mm
- Tournage de fin octobre 1925 à Février 1926 dans les studios Gaumont de Paris et Grunewald de Berlin. Extérieurs dans la région Parisienne (séquence du champ de course sans doute à Montigny)
- Genre : drame et romance
- Durée : 150 minutes pour un métrage de 2 700 m
- Dates de sortie : 
  - Allemagne : 24 avril 1926
  - France : 25 juin 1926  à L'Aubert-Palace, Paris

## Distribution
- Catherine Hessling : Nana / une spectatrice au balcon du théâtre des Variétés (figuration)
- Werner Krauss : le comte Muffat, chambellan de l'impératrice
- Jean Angelo : le comte de Vandeuvres
- Raymond Guérin-Catelain : Georges Hugon, neveu du comte de Vandeuvres
- Pierre Lestringuez (crédité Pierre Philippe) : Bordenave, directeur du théâtre des Variétés
- Claude Autant-Lara (crédité Claude Moore) : Fauchery, journaliste et auteur dramatique
- Jacqueline Forzane : la comtesse Sabine Muffat
- Pierre Champagne : Hector de la Faloise
- André Cerf : « Le Tigre », le groom de Nana
- Valeska Gert : Zoé, la camériste de Nana
- Karl Harbacher : Francis, le coiffeur de Nana
- Jacqueline Ford : Rose Mignon, actrice du théâtre des Variétés
- Roberto Pla : Bosc, acteur du théâtre des Variétés
- René Koval : Fontan, acteur du théâtre des Variétés
- Marie Prevost : Gaga
- Nita Romani : Satin
- Luc Dartagnan : Maréchal, le bookmaker
- Pierre Braunberger : un spectateur au balcon du théâtre des Variétés
- Raymond Turgy : un spectateur au balcon du théâtre des Variétés